# Spilosoma albipalpata
Spilosoma albipalpata là một loài bướm đêm thuộc phân họ Arctiinae, họ Erebidae.